# Strażnicy Galaktyki (grupa superbohaterów 2008)

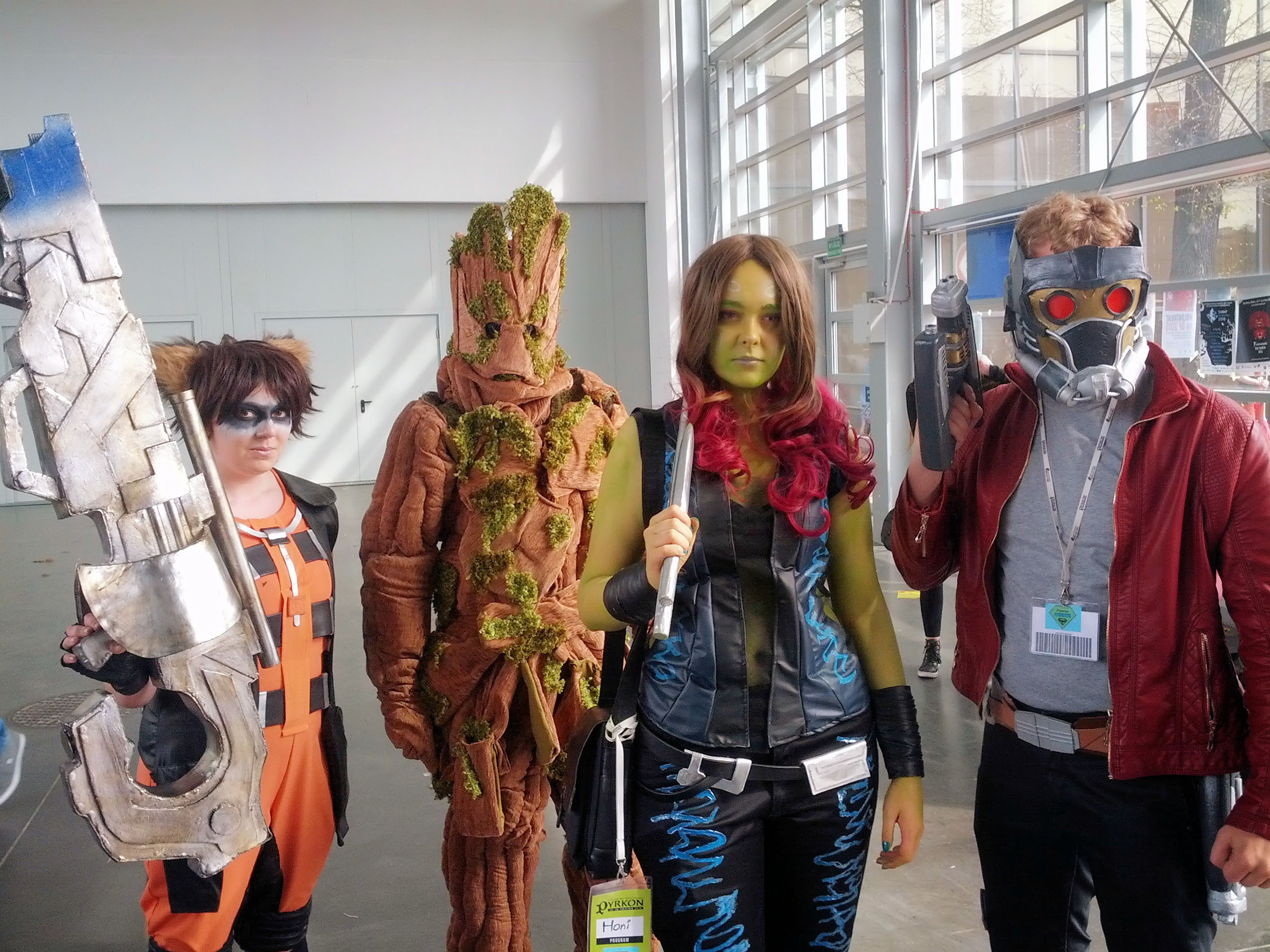
Strażnicy Galaktyki — cosplaye

Strażnicy Galaktyki (ang. Guardians of the Galaxy) – fikcyjny zespół superbohaterów podróżujących po kosmosie, pojawiający się w amerykańskich komiksach wydawanych przez Marvel Comics oraz filmach z MCU. Dan Abnett i Andy Lanning stworzyli zespół z istniejących, ale wcześniej niepowiązanych ze sobą postaci, wykreowanych przez różnych pisarzy i artystów. Do grupy przynależą Star-Lord, Rocket Raccoon, Groot, Phyla-Vell, Gamora, Drax Niszczyciel i Adam Warlock. Zespół ten przejął nazwę po innej grupie superbohaterów stworzonej w 1969 przez Arnolda Drake’a, Roya Thomasa i Stana Lee.
Drużyna po raz pierwszy pojawiła się w Annihilation: Conquest #6 (kwiecień 2008). W 2014 pojawił się film opowiadający o tym zespole, który zdobył uznanie krytyków. W 2017 r. ukazał się jego sequel pt. Strażnicy Galaktyki vol. 2, a 2023 r. ukazała się trzecia część – Strażnicy Galaktyki vol. 3. Wszystkie z tych trzech filmów wchodzą w skład różnych faz Marvel Cinematic Universe.